# Square Alain-Fournier
Pour les articles homonymes, voir Alain-Fournier et Fournier.
Le square Alain-Fournier est une voie du 14e arrondissement de Paris, en France.

## Situation et accès
Le square Alain-Fournier est une voie privée située dans le 14e arrondissement de Paris. Il débute  square Auguste-Renoir et se termine  rue de la Briqueterie.

## Origine du nom

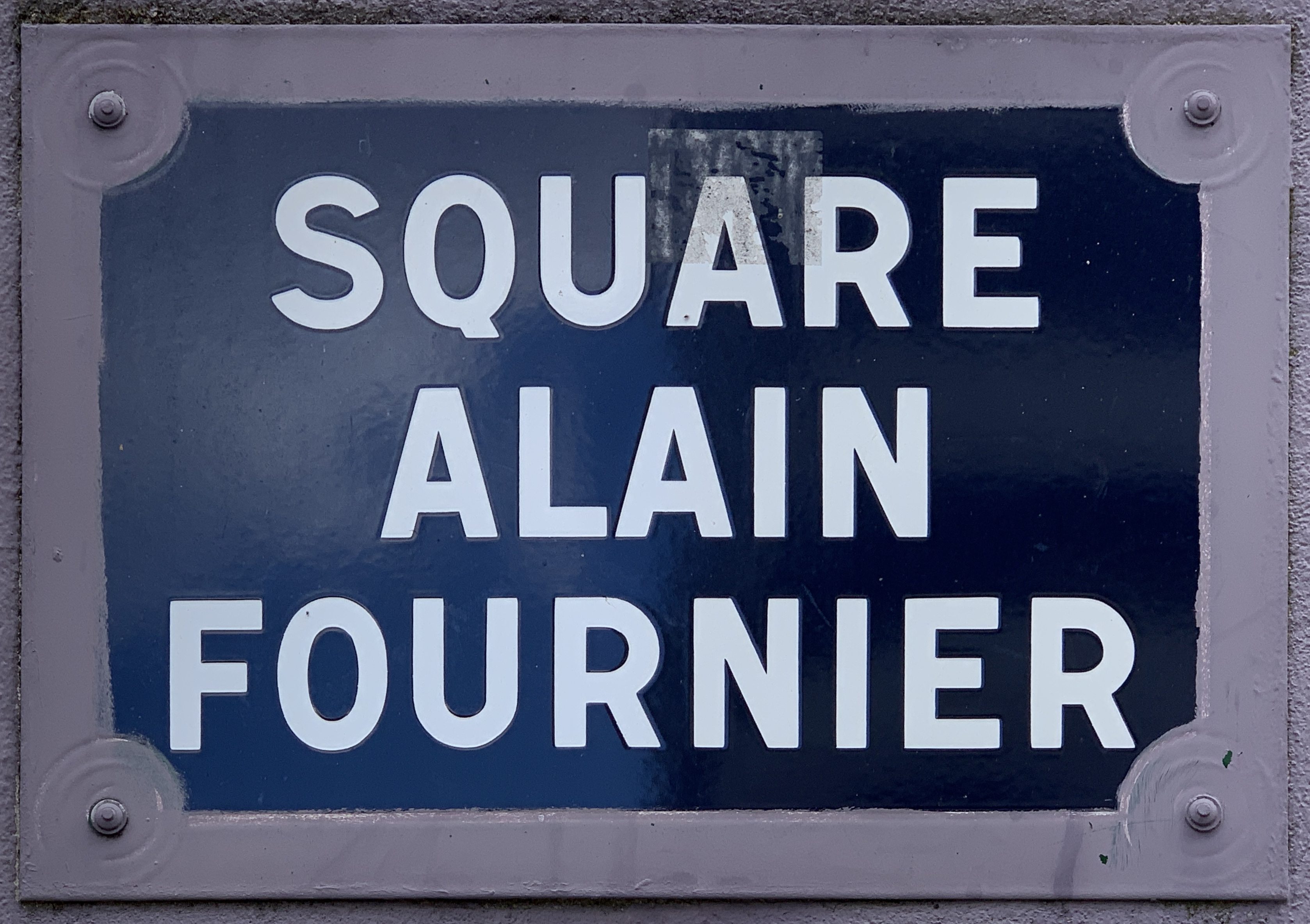
Plaque de la voie.

Il porte le nom du romancier français Henri Alban Fournier dit Alain-Fournier (1886-1914).

## Historique
Cette voie, créé en 1972 par la Sagi (Société anonyme de gestion immobilière), reçoit sa dénomination par un décret préfectoral du 2 mai 1973.